# 房琯
房 琯（ぼう かん、697年 - 763年）は、唐代の官僚・政治家。字は次律。本貫は河南府緱氏県。

## 経歴
武周のときの諫議大夫・同鳳閣鸞台平章事（宰相）の房融の子として生まれた。若くして学問を好み、その行儀作法は沈着整粛であった。房琯は門蔭により弘文生に任じられた。十数歳で隠遁を好み、呂向とともに陸渾県の伊陽山の中に籠って読書にいそしんだ。開元12年（724年）、玄宗が泰山で封禅を行おうとすると、房琯は『封禅書』一篇と箋啓を編纂して献上した。中書令の張説に才能を見出されて、秘書省校書郎に任じられ、馮翊県尉として出向した。ほどなく官を去り、県令挙に応じ、盧氏県令に任じられた。その統治は慈愛多く、当時の人に称賛された。開元22年（734年）、房琯は監察御史となった。この年、罪人の処罰が不当であった罪を問われて、睦州司戸参軍に左遷された。慈渓・宋城・済源の県令を歴任し、多く利を興して害を除き、官舎を修理して、有能で知られた。
天宝元年（742年）、主客員外郎に任じられた。天宝3載（744年）、主客郎中に試用された。天宝5載（746年）1月、給事中に試用され、漳南県男の爵位を受けた。華清宮に役所の建物が建てられることになり、房琯は建物の修理を監督した。事業が終わらないうちに、房琯は李適之・韋堅らと仲が良かったことから、宜春郡太守に左遷された。琅邪郡・鄴郡・扶風郡の太守を歴任した。天宝14載（755年）、長安に召還されて、太子左庶子に任じられ、刑部侍郎に転じた。
天宝15載（756年）6月、安禄山の反乱軍が長安に迫り、玄宗が蜀に避難することになると、房琯は玄宗を追いかけた。7月、普安郡で玄宗の謁見を受けると、その日のうちに吏部尚書・同中書門下平章事（宰相）に任じられ、紫金魚袋を賜った。玄宗に従って成都に入ると、銀青光禄大夫の位を加えられた。至徳元載（同年）8月、房琯は左相の韋見素や門下侍郎の崔渙らとともに霊武に赴き、粛宗を擁立した。ときに潼関の敗将の王思礼・呂崇賁・李承光らが斬られそうになったが、房琯が弁護したため、李承光が斬られるのみにとどまった。当時の粛宗朝の行在の重要な政務の多くは房琯によって決裁された。房琯は長安奪回の作戦を提案して、粛宗に承認され、持節・招討西京兼防禦蒲津関潼関兵馬節度等使を加えられた。郭子儀や李光弼らと図って兵を進め、自ら中軍を率い、先鋒をつとめた。10月、咸陽県の陳濤斜で反乱軍と戦って敗れ、4万人あまりを殺傷された。房琯はさらに南軍を率いて戦ったが、また敗れ、行在に逃げ帰った。
至徳2載（757年）、房琯の門客の董庭蘭が賄賂を受け取った罪で弾劾を受けた。5月、房琯は宰相を退任して太子少師となった。11月、粛宗に従って長安に帰った。12月、金紫光禄大夫の位を加えられ、清河郡公に進封された。乾元元年（758年）6月、邠州刺史として出された。
乾元2年（759年）6月、房琯は長安に召還されて太子賓客に任じられた。上元元年（760年）4月、礼部尚書に転じた。ほどなく晋州刺史として出向した。8月、漢州刺史に転じた。宝応2年（763年）4月、特進・刑部尚書に任じられた。道中に病にかかった。広徳元年（同年）8月4日、閬州の僧舎で死去した。享年は67。太尉の位を追贈された。
子に房宗偃・房乗・房孺復があった。

## 伝記資料
- 『旧唐書』巻111 列伝第61
- 『新唐書』巻139 列伝第64